# Eulenberg (Westerwald)
Eulenberg ist eine Ortsgemeinde im Landkreis Altenkirchen (Westerwald) in Rheinland-Pfalz. Sie gehört der Verbandsgemeinde Altenkirchen-Flammersfeld an.

## Geographie
Der Ort liegt in der Landschaft Lahrer Herrlichkeit oberhalb der Wied unmittelbar südlich von Peterslahr.
Zu Eulenberg gehört ein Teil des Weilers Altehütte.

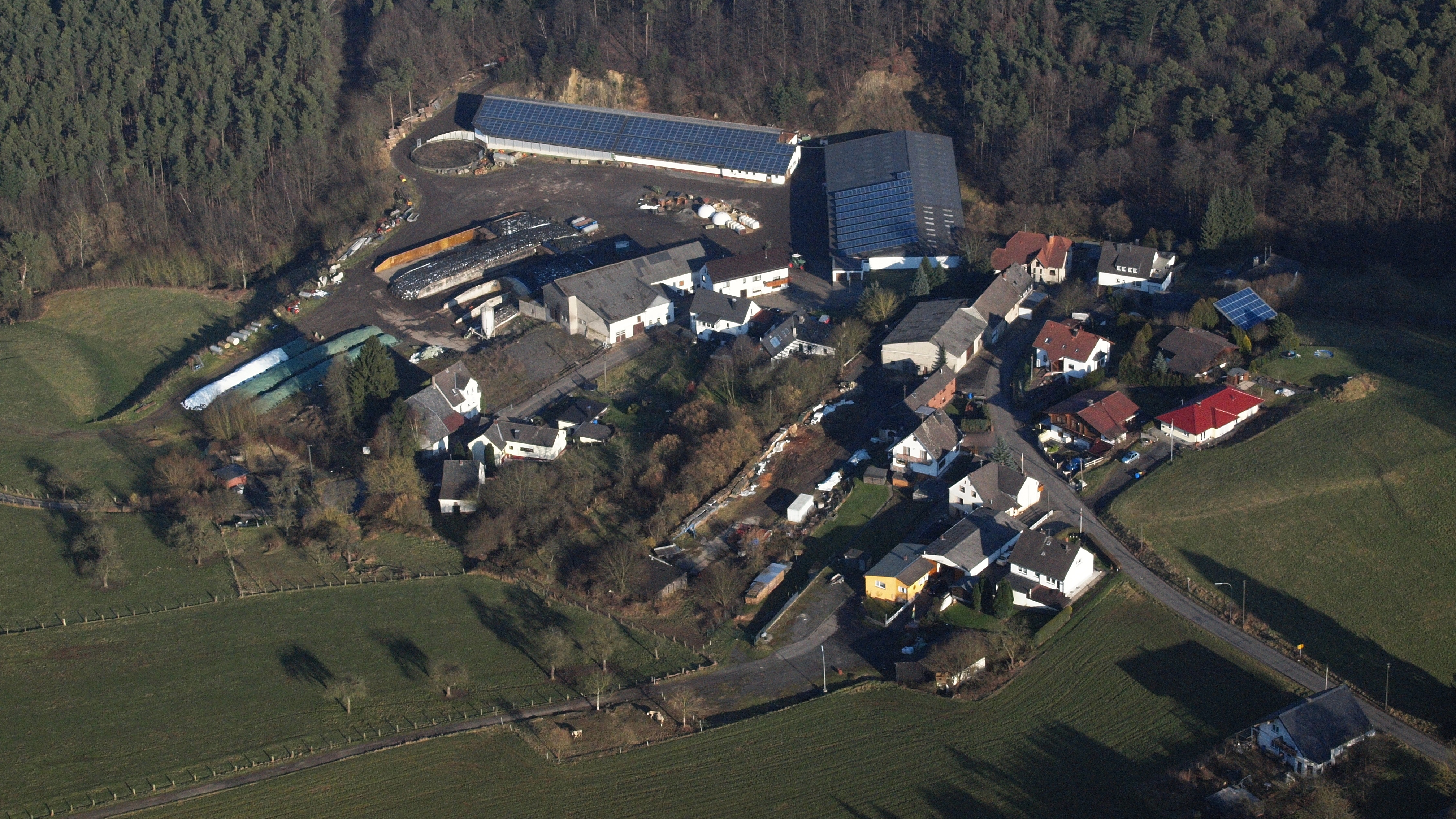
Eulenberg (Westerwald), Luftaufnahme (2015)

## Geschichte
Eulenberg gehörte bis Anfang des 19. Jahrhunderts zum Kurfürstentum Trier und war Teil des Kirchspiels Peterslahr. Die rechtsrheinischen Teile des Kurfürstentums Trier wurden 1803 auf der Grundlage des Reichsdeputationshauptschlusses dem Fürstentum Nassau-Weilburg zugeteilt und gehörten nach der Gründung des Rheinbundes von 1806 an zum Herzogtum Nassau. Aufgrund der auf dem Wiener Kongress (1815) getroffenen Vereinbarungen wurde die Region an das Königreich Preußen abgetreten.
Unter der preußischen Verwaltung wurde Eulenberg der Bürgermeisterei Flammersfeld im neu errichten Kreis Altenkirchen zugeordnet, der von 1822 an zur Rheinprovinz gehörte.
Bevölkerungsentwicklung
Die Entwicklung der Einwohnerzahl von Eulenberg, die Werte von 1871 bis 1987 beruhen auf Volkszählungen:
| Jahr | Einwohner |
| 1815 | 42        |
| 1835 | 73        |
| 1871 | 75        |
| 1905 | 79        |
| 1939 | 74        |
| 1950 | 85        |

| Jahr | Einwohner |
| 1961 | 68        |
| 1970 | 78        |
| 1987 | 57        |
| 2005 | 58        |
| 2022 | 50        |

## Politik

### Gemeinderat
Der Gemeinderat in Eulenberg besteht aus sechs Ratsmitgliedern, die bei der Kommunalwahl am 9. Juni 2024 gewählt wurden, und der ehrenamtlichen Ortsbürgermeisterin als Vorsitzender.

### Bürgermeister
Bianca Jagusch wurde am 2. September 2024 Ortsbürgermeisterin von Eulenberg. Bei der Direktwahl am 9. Juni 2024 hatte sie sich mit einem Stimmenanteil von 68,3 % gegen einen Mitbewerber durchgesetzt.
Ihr Vorgänger Helmut Weißenfels hatte das Amt seit 1999 ausgeübt und kandidierte bei der Wahl 2024 nicht erneut als Ortsbürgermeister.

## Wirtschaft und Infrastruktur
Die traditionell landwirtschaftlich geprägte Gemeinde verfügt heute nur noch über einen Vollerwerbsbauernhof.